# Mehlkörper
Der Mehlkörper (auch Mehlkern genannt) ist das Endosperm von Getreidekörnern (Karyopsen). Er hat den größten Anteil am Kornvolumen und ist damit der Hauptbestandteil des Getreidemehls. Er besteht aus Stärketeilchen, die durch das so genannte Klebereiweiß zusammengehalten werden. Das Klebereiweiß ist wichtig für die Backfähigkeit des Mehls. Der Mehlkörper enthält fast 100 % der im Korn vorhandenen Stärke.
Der Mehlkörper ist von der Aleuronschicht (auch Wabenschicht genannt) umgeben. Diese enthält Vitamine, Enzyme und ca. 30 % Proteine, wird aber beim Mahlen und Sieben von hellen Mehlen größtenteils entfernt, da sie einen höheren Gehalt an Mineralstoffen hat und so das Mehl dunkel färben würde. Je dunkler das fertige Mehl jedoch ist, desto mehr Aleuronzellen und weitere Schalenteile sind vorhanden. 